# Sân bay quốc tế Grantley Adams
Sân bay quốc tế Grantley Adams (GAIA), (IATA: BGI, ICAO: TBPB) là sân bay nằm ở Seawell, Christ Church trên đảo Barbados. Tên cũ của sân bay là sân bay Seawell trước khi được đặt tên theo vị thủ tướng đầu tiên của Barbados, Sir Grantley Herbert Adams vào năm 1976. Múi giờ của sân bay là GMT -4, và nằm trong khu vực Thế giới mã vùng 246 (Bộ Giao thông vận tải). GAIA là được chỉ định cảng nhập cảnh đối với người đến và khởi hành bằng đường hàng không ở Barbados.
Sân bay Grantley Adams có các tuyến bay trực tiếp đến các điểm đến tại Hoa Kỳ, Canada, Trung Mỹ, Nam Mỹ và Châu Âu và hoạt động như một cửa ngõ chính phía Đông Caribbean. Sân bay là một trung tâm thứ hai Leeward Islands Air Transport (LIAT),(LIAT), và trung tâm mới giá rẻ, REDjet. Sân bay này là một kết nối hàng không quan trọng đối với tuyến đường tàu khởi hành và đến để Bridgetown, và một cơ sở hoạt động cho hệ thống an ninh khu vực (RSS).